# Sphagesauridae
De Sphagesauridae zijn een familie van uitgestorven Mesoeucrocodylia die leefden tijdens het Laat-Krijt. Het was een clade van landbewonende krokodilachtigen die zeer zoogdierachtige tanden en kaken ontwikkelden. Zowel Sphagesaurus als Adamantinasuchus zijn bekend van het Turonien tot Santonien van Brazilië.
De familie werd in 1968 benoemd door Oskar Kuhn.
De klade werd in 2005 gedefinieerd door Paul Sereno als de groep bestaande uit Sphagesaurus huenei Price 1950 en alle soorten nauwer verwant aan Sphagesaurus dan aan Baurusuchus pachecoi Price 1945, Sebecus icaeorhinus Simpson 1937, Araripesuchus gomesii Price 1959, Comahuesuchus brachybuccalis Bonaparte 1991, Simosuchus clarki Buckley et al. 2000, Notosuchus terrestris Woodward 1896 of Crocodylus niloticus (Laurenti 1768).